# Steinlah
Steinlah ist ein Ortsteil der Gemeinde Haverlah, die zur Samtgemeinde Baddeckenstedt im Landkreis Wolfenbüttel in Niedersachsen gehört.

## Geographie
Folgende Orte umgeben Steinlah:
- Gebhardshagen im Nordosten
- Engerode und Calbecht im Ostnordosten
- Beinum im Osten
- Salzgitter-Bad im Südosten
- Haverlah im Süden
- Söderhof und Sehlde im Südwesten
- Klein Elbe im Westen
- Groß Elbe im Westnordwesten
- Gustedt im Nordwesten

Steinlah liegt am Westrand des nördlichen Mittelteils des Salzgitter-Höhenzugs.

## Geschichte
Die Gegend um Steinlah war bereits in der Jungsteinzeit von Menschen aufgesucht worden, was Funde von Steingeräten belegen.
Es wird vermutet, dass der Ort Steinlah während der Völkerwanderung im 3. bis 5. Jahrhundert n. Chr. entstand. Von hier aus wurde der durch den Salzgitter-Höhenzug verlaufende Hellweg gesichert, der zu den Solequellen im heutigen Salzgitter-Bad führte. Die erste urkundliche Erwähnung des Dorfes stammt jedoch erst aus dem Jahr 1239. Steinlah entstand auf zuvor bewaldeter Fläche und entwickelte sich von einem Gutsbetrieb zum Rittersitz der Herren von Steinlah, die bis 1311 nachweisbar sind. Mehrere Höfe waren bis zu diesem Zeitpunkt und darüber hinaus abgabepflichtig gegenüber den Grundherren; dazu gehörten später unter anderem Adelsfamilien, Klöster und Kirchen der Umgebung.
Erst nachdem das 1146 erstmals erwähnte Dorf Grundstedt im Westen Steinlahs um 1350 aufgegeben worden war, entwickelte sich der Gutsort Steinlah zu einem Bauerndorf. Mindestens seit dem 15. Jahrhundert gehörte das Dorf zum Hochstift Hildesheim. Durch die Hildesheimer Stiftsfehde von 1519 bis 1523 gelangte es zum Fürstentum Braunschweig-Wolfenbüttel, zu dem es bis 1643 gehörte.
1654 wird in Steinlah ein Lehrer erwähnt. 1739 brannte die Schule ab. Nach ihrer Wiedererrichtung musste ihr 1848 ein Neubau weichen, der 1889 vergrößert wurde. Das Gebäude der letzten 1980 endgültig geschlossenen Schule wurde 1951 eröffnet.
Bis in die 1930er Jahre wurden in Steinlah Kanarienvögel gezüchtet, die vor allem nach Amerika verkauft wurden.

### Mühle

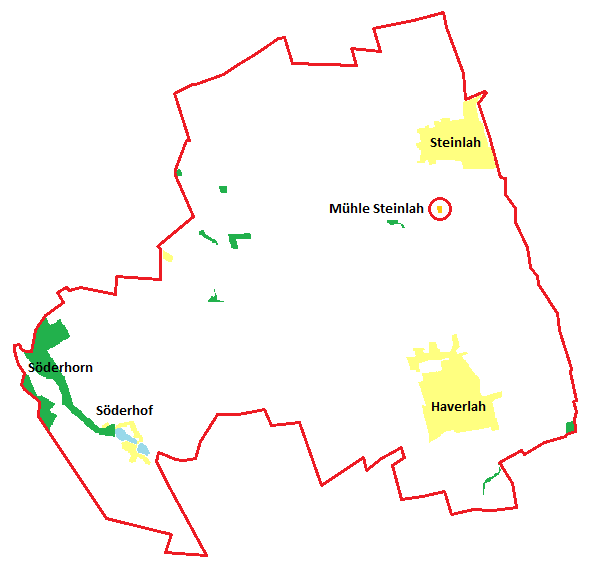
Lage der Mühle Steinlah in der Gemeinde Haverlah

Die Mühle von Steinlah wurde nach dem Dreißigjährigen Krieg südwestlich des Ortes auf einem Hügel erbaut. Zunächst handelte es sich um eine Bockwindmühle, die später durch eine Holländermühle ersetzt wurde. 1936 verlor die Mühle durch einen Blitzeinschlag ihre Flügel, dennoch ist sie weiter Standort eines Handwerksbetriebs.

### Kirche
Der Turm der St.-Katharinen-Kirche in Steinlah stammt aus dem Jahr 1447. Das Kirchenschiff musste jedoch 1867 erneuert werden und ist damit 420 Jahre jünger. Der gotische Taufstein hingegen erreicht ein höheres Alter als der Kirchturm.
Seit der Reformation lässt sich im Dorf ein evangelischer Pfarrer nachweisen.

## Kultur und Sehenswürdigkeiten

### Arche-Dorf
In Steinlah betreibt eine Reihe von Tierhaltern die Zucht alter Haustierrassen, von denen mehrere in ihrem Bestand gefährdet sind und die deswegen auf der Roten Liste der Gesellschaft zur Erhaltung alter und gefährdeter Haustierrassen (GEH) stehen. Die GEH verlieh dem Projekt die Bezeichnung Arche-Dorf.

## Wirtschaft und Infrastruktur

### Verkehrsanbindung
Durch Steinlah führt die Kreisstraße 81, die das Dorf mit der Bundesstraße 6 und Haverlah im Süden sowie mit der Landesstraße 670 zwischen Gustedt und Gebhardshagen verbindet.
Die nächstgelegenen Bahnhöfe befinden sich in Baddeckenstedt an der Bahnstrecke Hildesheim–Goslar und in Salzgitter-Bad an der Bahnstrecke Braunschweig–Salzgitter-Bad.

## Persönlichkeiten

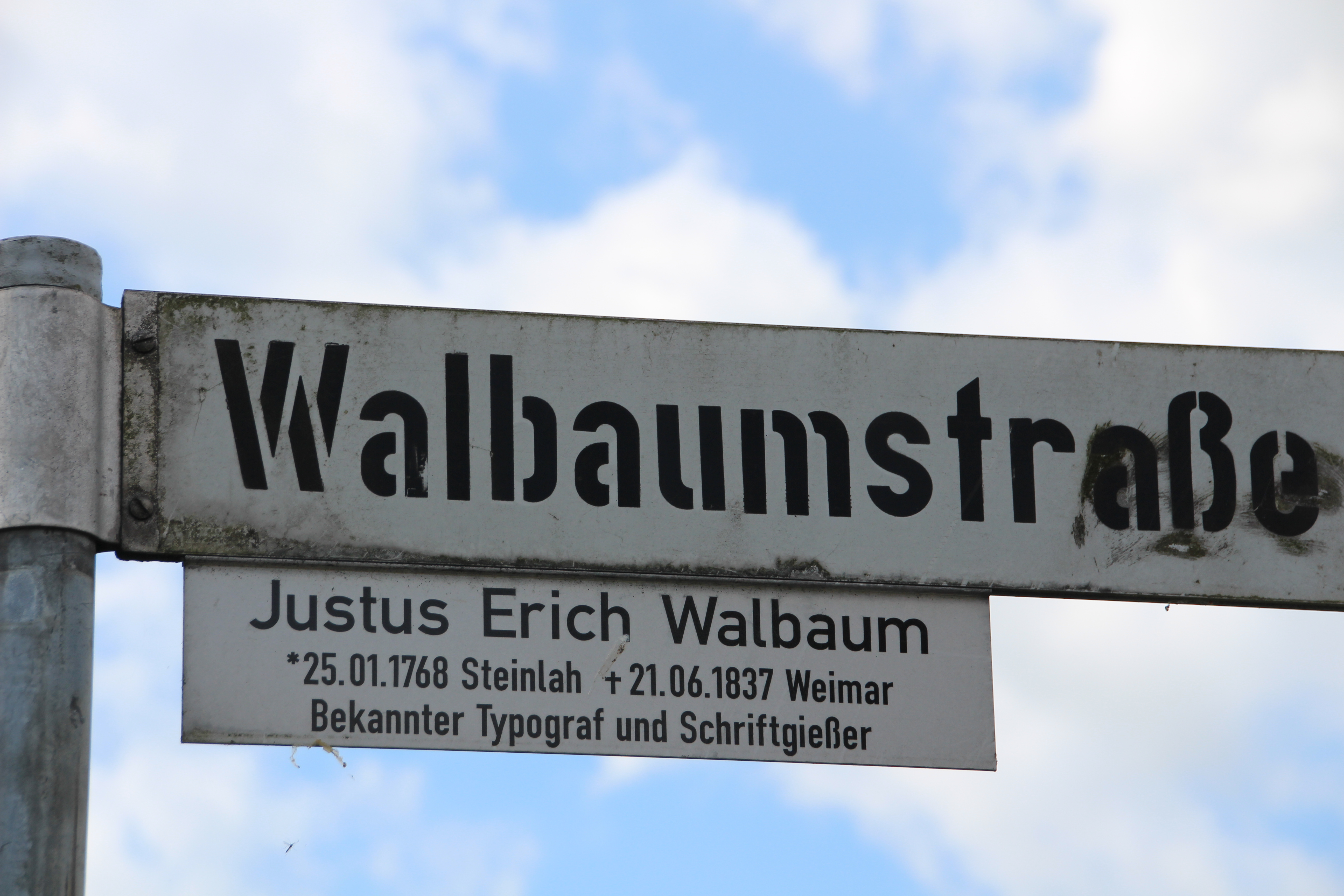
Straßenschild der Walbaumstraße in Steinlah

- Justus Erich Walbaum (1768–1837), Schriftgießer und Erfinder der Walbaumlettern
- Franz Anton Erich Moritz Müller (1791–1858),  Kupferstecher und Professor
- Friedrich Theodor Müller (1797–1858), Kupferstecher